# Pteropus

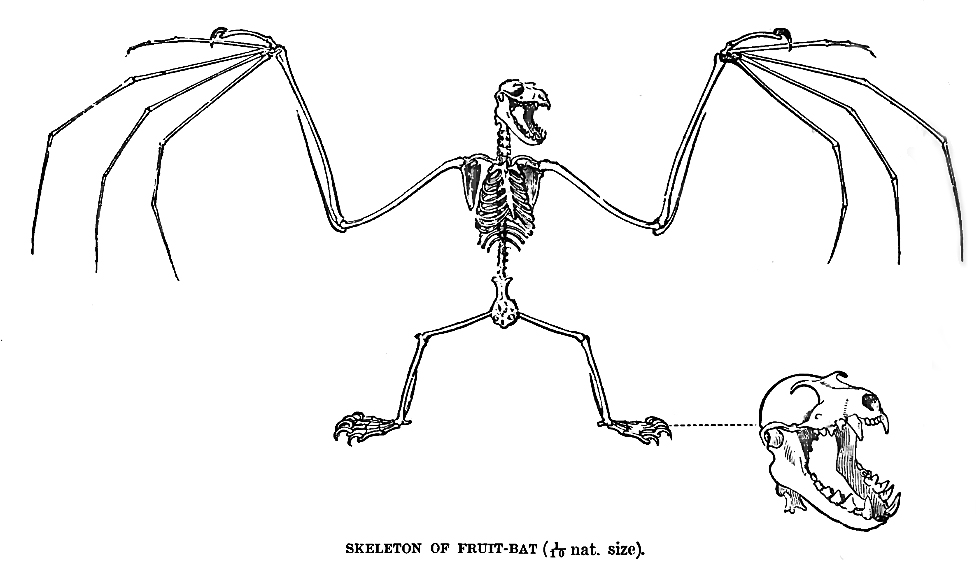
Dibujo del esqueleto de Pteropus giganteus.

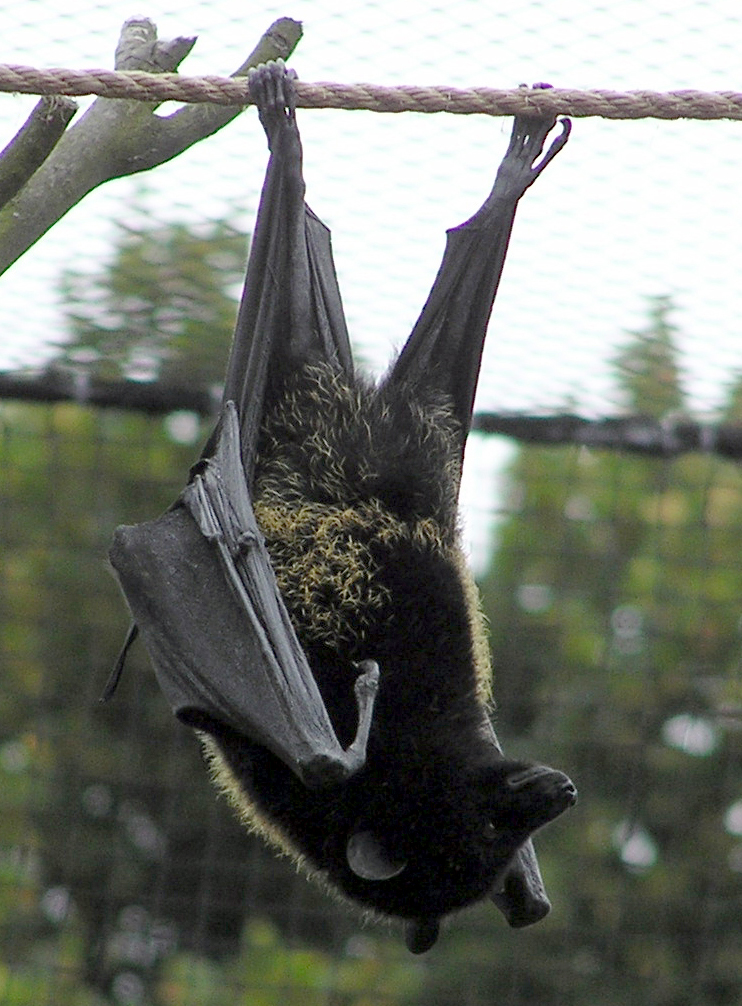
Pteropus livingstonii.

Pteropus es un género de murciélagos, conocidos comúnmente como zorros voladores. Habitan las regiones tropicales de África, Asia, Australia y otras islas de Oceanía. A diferencia del resto de sus parientes, ven bien y no pueden volar en la oscuridad. Su sistema de localización mediante eco está poco desarrollado. Son principalmente comedores de fruta y diseminan las semillas de muchas plantas. A veces duermen en grandes colonias, colgados de los árboles.

## Situación
Muchas especies del género se encuentran amenazadas, debido a pérdida de su hábitat y a la caza para consumo de su carne, en las Islas Marianas por ejemplo, son considerados una delicia culinaria. En 1989, todas las especies de Pteropus fueron incluidas en apéndice II de CITES (Convención sobre el Comercio Internacional de Especies Amenazadas de Fauna y Flora Silvestres) y al menos 7 en el apéndice I, lo cual restringe su comercio internacional. Sin embargo, el comercio y caza ilegales continúa existiendo. En muchas ocasiones son perseguidos por los agricultores locales por dañar las plantaciones comerciales de fruta. Sus depredadores naturales son aves de presa, serpientes y algunos mamíferos. Entre las especies ya extinguidas se encuentran: Pteropus brunneus endémico de la Isla de Percy, Pteropus pilosus de las islas Palau, Pteropus subniger de las islas Mascareñas y Pteropus tokudae que era endémico de la isla de Guam.

## Especies
- Pteropus admiralitatum
- Pteropus aldabrensis
- Pteropus alecto
- Pteropus anetianus
- Pteropus aruensis
- Pteropus brunneus †
- Pteropus caniceps
- Pteropus capistratus
- Pteropus chrysoproctus
- Pteropus cognatus
- Pteropus conspicillatus
- Pteropus dasymallus
- Pteropus faunulus
- Pteropus fundatus
- Pteropus giganteus
- Pteropus gilliardorum
- Pteropus griseus
- Pteropus howensis
- Pteropus hypomelanus
- Pteropus insularis
- Pteropus intermedius
- Pteropus keyensis
- Pteropus leucopterus
- Pteropus livingstonii
- Pteropus lombocensis
- Pteropus loochoensis
- Pteropus lylei
- Pteropus macrotis
- Pteropus mahaganus
- Pteropus mariannus
- Pteropus melanopogon
- Pteropus melanotus
- Pteropus molossinus
- pteropus natalis
- Pteropus neohibernicus
- Pteropus niger
- Pteropus nitendiensis
- Pteropus ocularis
- Pteropus ornatus
- Pteropus pelewensis
- Pteropus personatus
- Pteropus pilosus †
- Pteropus pohlei
- Pteropus poliocephalus
- Pteropus pselaphon
- Pteropus pumilus
- Pteropus rayneri
- Pteropus rennelli
- Pteropus rodricensis
- Pteropus rufus
- Pteropus samoensis
- Pteropus scapulatus
- Pteropus seychellensis
- Pteropus speciosus
- Pteropus subniger †
- Pteropus temminckii
- Pteropus tokudae †
- Pteropus tonganus
- Pteropus tuberculatus
- Pteropus ualanus
- Pteropus vampyrus
- Pteropus vetulus
- Pteropus voeltzkowi
- Pteropus woodfordi
- Pteropus yapensis